# Laggor Co
Laggor Co (kinesiska: Laguo Cuo, 拉果错) är en sjö i Kina. Den ligger i den autonoma regionen Tibet, i den sydvästra delen av landet, omkring 720 kilometer väster om regionhuvudstaden Lhasa. Trakten runt Laggor Co är ofruktbar med lite eller ingen växtlighet.
Genomsnittlig årsnederbörd är 250 millimeter. Den regnigaste månaden är augusti, med i genomsnitt 62 mm nederbörd, och den torraste är december, med 3 mm nederbörd.